# Neola (Iowa)
Neola ist eine Kleinstadt (mit dem Status „City“) im Pottawattamie County im US-amerikanischen Bundesstaat Iowa. Im Jahr 2010 hatte Neola 842 Einwohner, deren Zahl sich bis 2014 auf 856 erhöhte. Das U.S. Census Bureau hat bei der Volkszählung 2020 eine Einwohnerzahl von 918 ermittelt.
Neola ist Bestandteil der beiderseits des Missouri in den Bundesstaaten Iowa und Nebraska gelegenen Metropolregion Omaha-Council Bluffs.

## Geografie
Neola liegt im Westen Iowas am Nordwestufer des Mosquito Creek, der über den Missouri zum Stromgebiet des Mississippi gehört.
Die geografischen Koordinaten von Neola sind 41°26′56″ nördlicher Breite und 95°36′56″ westlicher Länge. Das Stadtgebiet erstreckt sich über eine Fläche von 1,19 km². Das Stadtgebiet von Neola verteilt sich über die Neola und die Minden Township.
Das Stadtzentrum von Council Bluffs liegt 33,6 km südwestlich von Neola. Weitere Nachbarorte sind Persia (15,8 km nordnordöstlich), Shelby (20,9 km in der nordöstlich), Minden (7,2 km ostnordöstlich), Bentley (9,6 km südlich) und Underwood (8,9 km südwestlich).
Die nächstgelegenen größeren Städte sind Sioux City (157 km nordwestlich), Iowas Hauptstadt Des Moines (176 km östlich), Nebraskas größte Stadt Omaha (49 km südwestlich) und Nebraskas Hauptstadt Lincoln (129 km in der gleichen Richtung).

## Verkehr
Entlang der südöstlichen Stadtgrenze von Neola verläuft der Interstate Highway 80, der hier die kürzeste Verbindung von Des Moines nach Omaha bildet. Durch das Stadtgebiet führen nur untergeordnete Landstraßen, teils unbefestigte Fahrwege sowie innerörtliche Verbindungsstraßen.
Mit dem Council Bluffs Municipal Airport befindet sich 29 km südwestlich ein kleiner Flugplatz für die Allgemeine Luftfahrt und den Lufttaxiverkehr. Die nächsten Verkehrsflughäfen sind das Eppley Airfield in Omaha (49 km südwestlich) und der Des Moines International Airport (183 km östlich).

## Bevölkerung
Nach der Volkszählung im Jahr 2010 lebten in Neola 842 Menschen in 346 Haushalten. Die Bevölkerungsdichte betrug 707,6 Einwohner pro Quadratkilometer. In den 346 Haushalten lebten statistisch je 2,43 Personen.
Ethnisch betrachtet setzte sich die Bevölkerung zusammen aus 98,8 Prozent Weißen, 0,2 Prozent Afroamerikanern, 0,1 Prozent amerikanischen Ureinwohnern, 0,1 Prozent Asiaten sowie 0,5 Prozent aus anderen ethnischen Gruppen; 0,2 Prozent stammten von zwei oder mehr Ethnien ab. Unabhängig von der ethnischen Zugehörigkeit waren 2,7 Prozent der Bevölkerung spanischer oder lateinamerikanischer Abstammung.
28,5 Prozent der Bevölkerung waren unter 18 Jahre alt, 56,7 Prozent waren zwischen 18 und 64 und 14,8 Prozent waren 65 Jahre oder älter. 50,7 Prozent der Bevölkerung waren weiblich.
Das mittlere jährliche Einkommen eines Haushalts lag im Jahr 2014 bei 48.906 USD. Das Pro-Kopf-Einkommen betrug 25.433 USD. 13 Prozent der Einwohner lebten unterhalb der Armutsgrenze.

## Bekannte Bewohner
- Raphael Aloysius Lafferty (1914–2002) – Science-Fiction- und Fantasy-Schriftsteller – geboren  in Neola